# Melanie Hauss
Melanie Hauss (* 20. Dezember 1982 in Aarau als Melanie Annaheim) ist eine ehemalige Schweizer Triathletin.

## Werdegang
Im Alter von sechs Jahren wurde Melanie Annaheim Mitglied im Schwimmclub Aarefisch in ihrem Geburtsort Aarau.
1994 begann sie mit der Leichtathletik und 2004 mit dem Triathlon. 2004 ging sie bei ihrem ersten Weltcup an den Start sowie bei der U23-Weltmeisterschaft in Belgien, wo sie den fünften Rang belegte. 2006 musste sie durch eine Erkrankung an Pfeifferschem Drüsenfieber für einige Monate pausieren.

### 7. Rang Europameisterschaft Triathlon 2009
2009 rangierte sie auf Platz 28 im ITU-Weltmeisterschafts-Ranking und zählte zu den Schweizer Olympiahoffnungen 2012 – Melanie Annaheim war Mitglied der Nationalmannschaft im Team London 2012.
Im August 2011 wurde sie in Lausanne mit dem Schweizer Mixed-Team Vizeweltmeister Triathlon – zusammen mit Nicola Spirig, Sven Riederer und Ruedi Wild.
In Frankreich nahm Melanie Annaheim an der französischen Club-Meisterschaftsserie Lyonnaise des Eaux teil und trat, so wie auch ihre Landsfrau Céline Schärer, für Tri Club Châteauroux 36 (TCC 36) an. Beim Grossen Finale der Clubmeisterschaftsserie 2012 in Nizza wurde sie Vierte in der Einzelwertung und war damit Beste ihres Vereins TCC 36, für den sie damit Bronze errang. In der Gesamtwertung des Jahres 2012 erreichte TCC 36 den vierten Rang.
In der Schweiz vertrat Hauss den Leichtathletik Club Regensdorf im Kanton Zürich. Betreut wurde sie von der früheren Langstreckenläuferin und Triathletin Magali Messmer. 2014 erklärte Melanie Hauss ihren Rückzug aus dem Profisport.

### Privates
Annaheim schloss eine Berufsausbildung als Marketing Assistent ab. Ihr jüngerer Bruder, Matthias Annaheim, ist ebenfalls Triathlet.
Melanie Hauss ist seit September 2012 mit dem französischen Triathleten David Hauss (* 1984) verheiratet. Im Herbst 2014 kam ihr erster Sohn  zur Welt.
Sie wohnen zusammen in Schönenwerd und haben zwei Söhne. Heute sind die beiden mit der Hauss Sport Connection als Trainer und Betreuer tätig.

## Sportliche Erfolge
| Datum/Jahr    | Rang | Wettbewerb                                   | Austragungsort | Zeit     | Bemerkung                                                                                                |
| ------------- | ---- | -------------------------------------------- | -------------- | -------- | --- |
| 14. Juni 2013 | 14   | ETU Triathlon European Championships         | Alanya         | 01:57:50 | Europameisterschaft auf der olympischen Kurzdistanz                                                      |
| 8. Juni 2013  | 3    | Zytturm-Triathlon                            | Zug            | 00:51:14 | Schweizer Vizemeisterin Sprint-Triathlon                                                                 |
| 11. Sep. 2011 | 3    | ITU World Championship Series 2011           | Peking         | 01:58:58 | |
| 21. Aug. 2011 | 2    | ITU Sprint Triathlon World Championship Team | Lausanne       |          | Zweite bei der Team-Weltmeisterschaft – zusammen mit Nicola Spirig, Sven Riederer und Ruedi Wild         |
| 6. Aug. 2011  | 31   | ITU World Championship Series 2011           | London         | 02:02:35 | |
| 16. Juli 2011 | 14   | ITU World Championship Series 2011           | Hamburg        | 01:55:29 | |
| 18. Dez. 2010 | 1    | ITU Triathlon African Cup                    | Mauritius      | 02:20:08 | |
| 5. Juli 2009  | 7    | ETU Triathlon European Championships         | Holten         | 01:57:34 | Europameisterschaft auf der olympischen Kurzdistanz (1,5 km Schwimmen, 40 km Radfahren und 10 km Laufen) |
| 30. Aug. 2009 | 3    | Schweizer Meisterschaften Triathlon          | Lausanne       |          | hinter der Siegerin Nicola Spirig beim Triathlon de Lausanne                                             |
| 10. Mai 2008  | 31   | ETU Triathlon European Championships         | Lissabon       | 02:13:20 | Triathlon-Europameisterschaft                                                                            |
| 19. Apr. 2008 | 2    | ITU Triathlon Premium European Cup           | Pontevedra     | 02:06:37 | Zweite hinter der Deutschen Kathrin Müller                                                               |
| 17. Juli 2005 | 8    | ETU Duathlon European Championship U23       | Sofia          | 02:10:52 | U23-Duathlon-Europameisterschaft                                                                         |
| 30. Mai 2004  | 5    | ETU Duathlon European Championship U23       | Geel           | 02:06:13 | U23-Duathlon-Europameisterschaft                                                                         |

| Datum/Jahr    | Rang | Wettbewerb                 | Austragungsort | Zeit    | Bemerkung                      |
| ------------- | ---- | -------------------------- | -------------- | ------- | ------------------------------ |
| 28. Feb. 2010 | 1    | Aquathlon Indoor de Vittel | Vittel         | 06:46   | erfolgreiche Titelverteidigung |
| 1. März 2009  | 1    | Aquathlon Indoor de Vittel | Vittel         | 06:50.2 |                                |

(DNF – Did Not Finish)